# Сретко Калинић
Сретко Калинић (Задар, 25. фебруар 1974) јесте српски криминалац који је због својих дела осуђен на максималну затворску казну од 40 година. Један од завереника у атентату на премијера Србије Зорана Ђинђића и припадник бившег криминалног Земунског клана у којем је био главни за извршења ликвидација противника.

## Криминална каријера
Основна Калинићева улога у Земунском клану била је да ликвидира особе чија би убиства наручио Душан Спасојевић. Испрва се за њега мало знало (јер је врх Земунског клана скривао свог најбољег пуцача), што међу полицијским што међу криминалним круговима. Ђура Мутави, који је ухапшен у Сабљи као припадник Земунскога клана, га је први пут пријавио истражним органима, али није знао ни име ни презиме, већ само надимак — „Бели”.
У атентату на премијера Ђинђића, Калинић је био у „фолксваген пасату“ који је чекао непосредне извршиоце испред Завода за фотограметрију, а требало је да пружа тзв. ватрену подршку, за случај да дође до оружаног окршаја. За учествовање у атентату, пресудом Окружног суда у Београду, осуђен је, по три основе, на 35 година затвора, а та пресуда је касније ублажена на 30 година.
Дана 18. јануара 2008, Калинић је осуђен на 40 година затвора за учествовање у убиствима, отмицама и терористичким делима.
После седам година проведених у бекству, Калинића је 8. јуна 2010. године у Загребу у Хрватској устрелио Милош Симовић. Код Калинића су нађена два хрватска пасоша с кривотвореним идентитетима, али се особи која га је нашла након пуцњаве представио правим именом. Убрзо је био превезен у загребачку болницу „Сестре милосрднице“ с два метка у грудима, међутим, није одмах ухапшен јер у Хрватској није био тражена особа, нити хрватски Устав дозвољава изручење хрватских држављана другим државама. Ипак, 24. јуна је ухапшен због кривотворења исправа којима је исходовао пасоше, за шта је 24. августа 2010. осуђен на годину и по дана затвора. У ноћ између 24. и 25. августа, Сретко Калинић је изручен Србији и то је био први случај да Хрватска свог држављанина изручи другој држави. Изручење је омогућено изменама хрватског Устава усвојеним јуна 2010, и међудржавним споразумом којим се омогућава међусобно изручивање између Србије и Хрватске.
Калинић је, такође, признао да је починио бар 20 убистава и да је, између осталих, убио Нинослава Константиновића и Милана Јуришића, који су обојица осуђени за атентат на премијера Ђинђића и злочине Земунског клана, као и Зорана Вукојевића који је убијен у Београду, 2006. године, након што је, као сведок-сарадник, дао исказ на суђењу за атентат на Ђинђића.
Калинић је током боравка у загребачком притвору, истражиоцима открио да је 11. августа 2008. године требало да ликвидира Ивана Делића, кума Бране Мићуновића, у будванском кафеу „Палма“.
Уместо Делића убио је младића из Пљеваља који је седео за столом, а живота га је стајало то што је носио исту мајицу као Делић.
Како су раније писали хрватски медији, Србија је од хрватских тужилаца, између осталог, затражила да се Калинић испита у вези са ликвидацијом Бранка Јевтовића Јорге, 2004. године у Београду и покушајима убиства Зорана Недовића Шока и Андрије Драшковића исте године.
Недовић и Драшковић су пуким чудом преживели, али су двојица њихових телохранитеља убијена, а четворица рањена. Тужилаштво Србије интересовало је да ли Калинић има информација о тим кривичним делима јер се у то време у српској јавности нагађало да Земунци стоје иза тих злочина и да им је мотив била наводна освета за ликвидацију Жељка Ражнатовића Аркана.